# Drepanocentron curmisagius
Drepanocentron curmisagius är en nattsländeart som beskrevs av Malicky och Chantaramongkol 1992. Drepanocentron curmisagius ingår i släktet Drepanocentron och familjen Xiphocentronidae. Inga underarter finns listade i Catalogue of Life.